# 정풍파 (드라마)
《정풍파》(定风波)는 2025년 방송되었던 중국의 웹 드라마이다.

## 등장 인물
- 왕싱웨 (王星越) - 소북명 역
- 샹한즈 (向涵之) - 종설만 역